# Phillip Blond
Phillip Blond (Liverpool, 1º marzo 1966) è un teologo anglicano e pensatore politico inglese.

## Biografia
Nato a Liverpool, ha frequentato la scuola secondaria Pensby Secondary per maschi. È stato Senior Lecture in teologia cristiana all'Università di Cumbria.
È stato direttore del think tank Demos ma lasciò la carica per alcune divergenze e dirige il think tank ResPublica.

## Opere
- Post-Secular Philosophy: Between Philosophy and Theology, London, Routledge, 1998, ISBN 0-415-09778-9
- Red Tory: How Left and Right Have Broken Britain and How We Can Fix It, London, Faber, 2010, ISBN 978-0-571-25167-4
- Radical Republic: How Left and Right Have Broken the System and How We Can Fix It, New York, W. W. Norton & Company, 2012, ISBN 978-0-393-08100-8